# Dorestad
Dorestad was, volgens de  geschiedkundige overleveringen, tijdens de vroege middeleeuwen een belangrijke en succesvolle interregionale handelsplaats. De stad lag in wat nu het zuiden van de Nederlandse provincie Utrecht is, aan de Rijn, nabij het huidige Wijk bij Duurstede.
De bloeitijd van Dorestad moet vanaf het einde van de 7e tot het midden van de 9e eeuw zijn geweest. De plaats zou haar bestaan vooral te danken hebben gehad aan de langeafstands- en regionale handel. Het inwonertal in deze tijd wordt op een paar duizend geschat.  Een tijdlang lag Dorestad aan de rand van het koninkrijk Friesland. Zodoende zou er veel uitwisseling hebben plaatsgevonden tussen christelijke Franken en niet-christelijke Friezen en Vikingen. Het was in zijn bestaan tot aan het begin van de 8e eeuw ook vaak de inzet in oorlogen tussen de Friezen en de Franken. 
Rond het midden van de 9e eeuw raakte Dorestad geleidelijk in verval, om uiteindelijk helemaal te verdwijnen. Ongeveer op dezelfde plek verrees enkele eeuwen later het huidige Wijk bij Duurstede. Dorestad raakte hierna zeer lang in de vergetelheid, totdat er in de 19e eeuw weer melding van werd gemaakt. Tegenwoordig is het Museum Dorestad gewijd aan de geschiedenis van deze verdwenen handelsplaats.

## Etymologie
De naam Dorostate  duikt voor het eerst op aan het einde van de 7e eeuw, en wordt dan genoemd door een geograaf uit Ravenna.Dorestad wordt hier omschreven als patria Frigonum/Frixonum, dus liggende in het land der Friezen.
Algemeen wordt aangenomen dat de plaatsnaam Dorestad, of eigenlijk Dorestate, etymologisch op zijn minst deels van Keltische oorsprong is. De samenstellende delen zijn "dur" (versterking, toegangspoort) en "stade" (oever); de betekenis van het geheel is dus "versterking / poort aan de oever". De plaatsnaam als "dorestate" is vanaf de 7e eeuw uit bronnen bekend, namelijk op Merovingische munten.
Volgens taalhistoricus Lauran Toorians is de naam Dorestat een samentrekking van Germaanse en Keltische woorden, ontstaan in een Romaans taalgebied met een Keltisch substraat, zoals bijvoorbeeld ook Domburg. Het Keltische dworest (doorgang/deur, waaruit "dorus" is ontstaan) in de betekenis van "haven" staat naast het Gallische "duron" voor besloten marktplaats. Samengevoegd met het Germaanse ‘statha’, aanlegplaats, leidt dit tot de betekenis "marktplaats met aanlegplaats".
Later is er nog een iets andere verklaring opgevoerd: Dorestate zou een samenstelling zijn van dworest en het eveneens Keltische achtervoegsel "-atis" (duidt op bewoners); samen is dat "doorgangbewoners" (P. Schrijver, 2014).

## Geschiedenis

### Oorsprong en ligging
Wanneer Dorestad is ontstaan, is onbekend. Dorestad komt nog niet voor op de Peutingerkaart, een 3e- of 4e-eeuwse Romeinse reiskaart.  
Teruggevonden munten van de hand van Madelinus met de tekst Dorestat fit ("gemaakt in Dorestad") worden gedateerd in de periode 630-640; de plaats moet dus in die tijd al een handelsplek van belang zijn geweest.
De plaats moet zijn gelegen op de plek waar de Lek van de Rijn afsplitste. Ten tijde van het ontstaan van Dorestad moet de Rijnoever meteen ten oosten zijn geweest van waar nu de Hoogstraat in Wijk bij Duurstede is. Later meanderde de rivier nog meer oostwaarts, waarna de toenmalige bewoners van Dorestad in de achtergebleven bedding in eerste instantie dammen aanlegden. Op deze dammen kwam bebouwing, ondersteund door palen. Het meeste van de oorspronkelijke stadskern zou later door de rivier zijn weggespoeld.
Uit een schenkingsoorkonde van Karel de Grote uit 777 heeft men opgemaakt dat Dorestad niet ver van de huidige stad Utrecht vandaan lag.  Op dezelfde plek zijn ook overblijfselen aangetroffen van een voormalig Romeins castellum, met onder meer militaire helmen.

### Ruimtelijke indeling en gebouwen

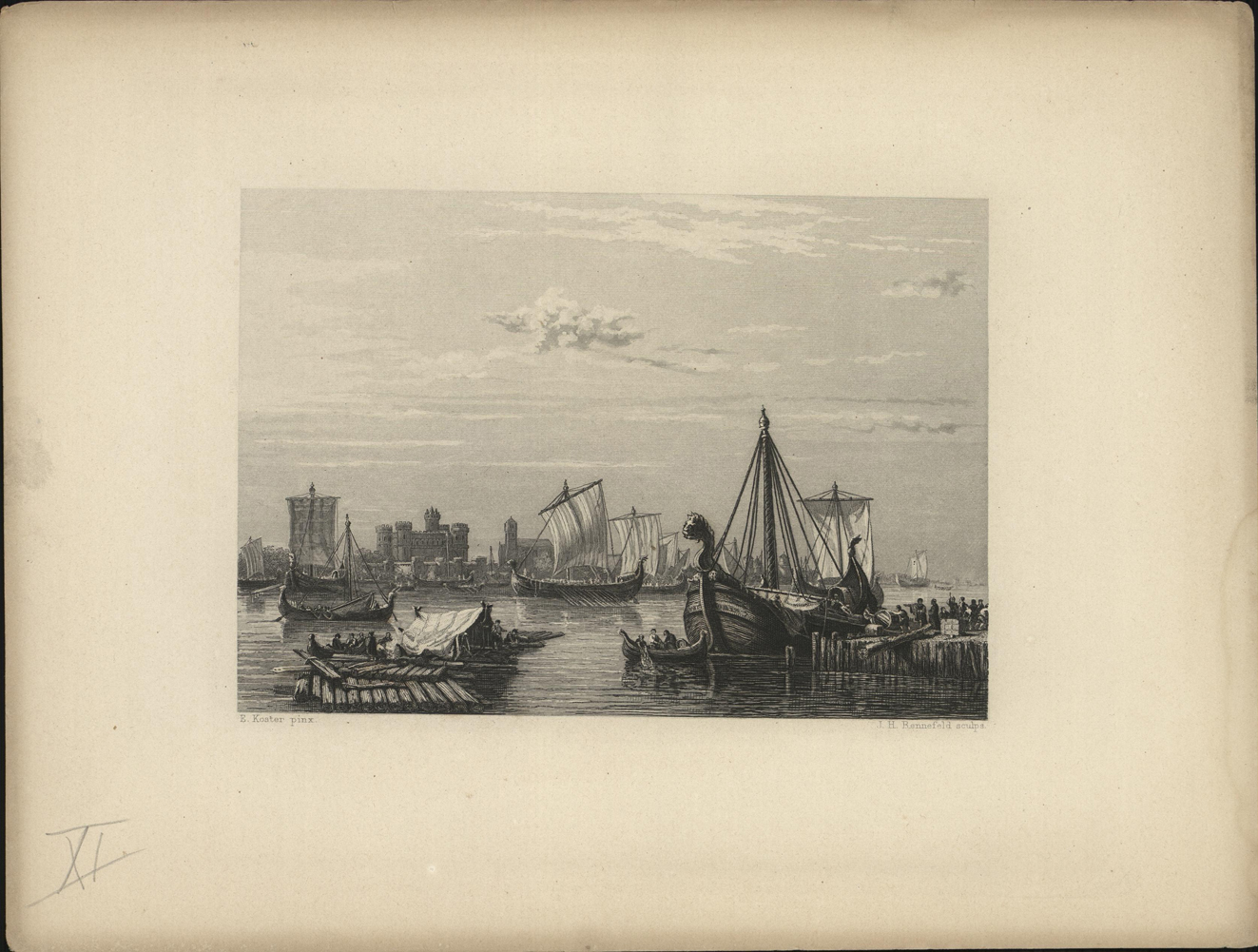
De haven van Dorestad zoals die er in de 8e eeuw mogelijk uitzag (schilderij van Everhardus Koster)

Mogelijk is er sprake geweest van lintbebouwing langs de rivier die 3 kilometer lang is geweest, met honderden huizen en duizenden inwoners. Ook waren er in Dorestad twee grote begraafplaatsen waarvan tijdens de opgravingen duizenden graven tevoorschijn kwamen. Dorestad zelf was niet omwald. In de wijk De Geer lag een versterking met een grachtenstructuur, mogelijk een vluchtburcht.
De huizen werden van hout gemaakt. Bij de huizen bevonden zich meestal meerdere waterputten veelal gemaakt van eikenhouten vaten, vermoedelijk hergebruikte wijnvaten. Jaarringonderzoek op het eikenhout van de vaten toont een vermoedelijke herkomst uit Rijnland-Hessen met dateringen van de bomenkap tussen 685 en 835. In een jaarringonderzoek naar aanleiding van de opgravingen tussen 1967 en 1977 op bijna 2000 stuks hout van verschillende boomsoorten, komen dateringen voor van bomenkap in de periode tussen 650 en 850.
De haven moet gebouwd zijn geweest op houten palen en steigers.
De boerderijen konden afmetingen van 25 bij 8 meter hebben met lange gebogen wanden waardoor de plattegrond enigszins op die van een schip leek. De boerderijwanden waren gemaakt van een vlechtwerk met leem, het dak van riet of stro. De boerderij was qua binnenruimte onderverdeeld en had meestal een inpandige veestal. In Amersfoort is op landgoed Schothorst een boerderij gereconstrueerd gebaseerd op de opgravingsgegevens.

### Economie

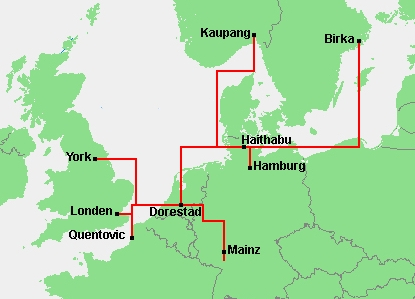
De belangrijkste handelsroutes van Dorestad

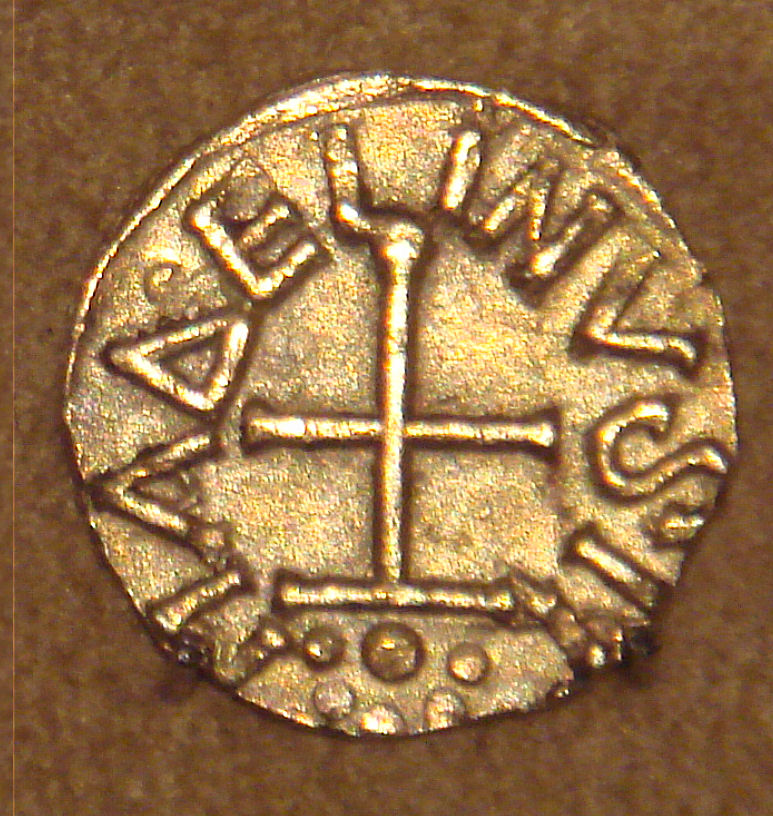
Munt van muntmeester Madelinus

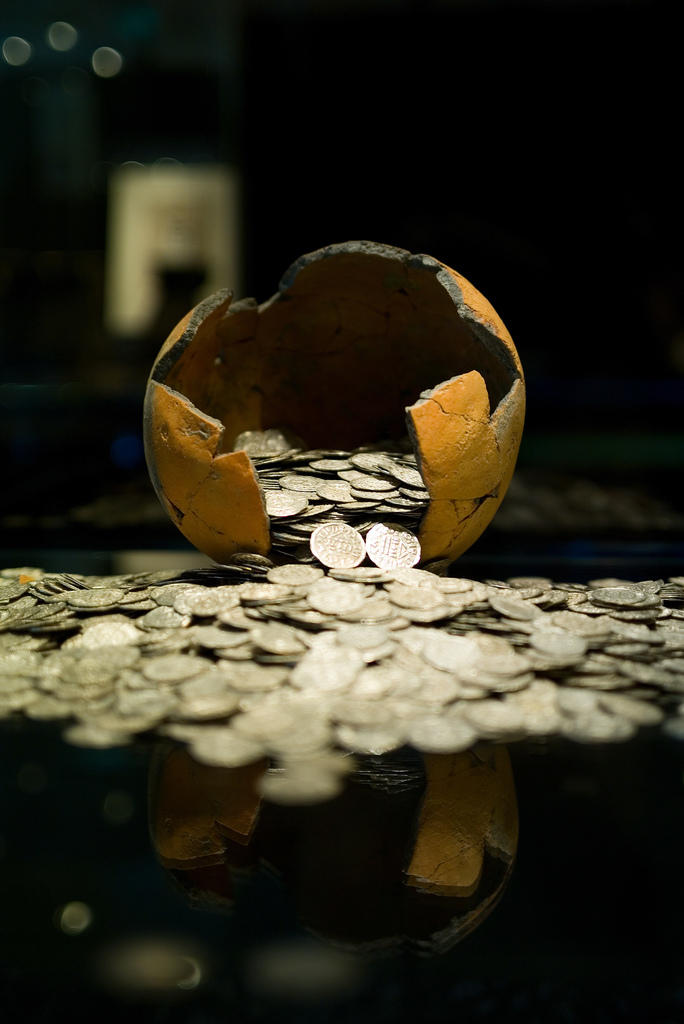
Muntschat Tzummarum met in Dorestad geslagen munten- Nationale Numismatische Collectie, De Nederlandsche Bank

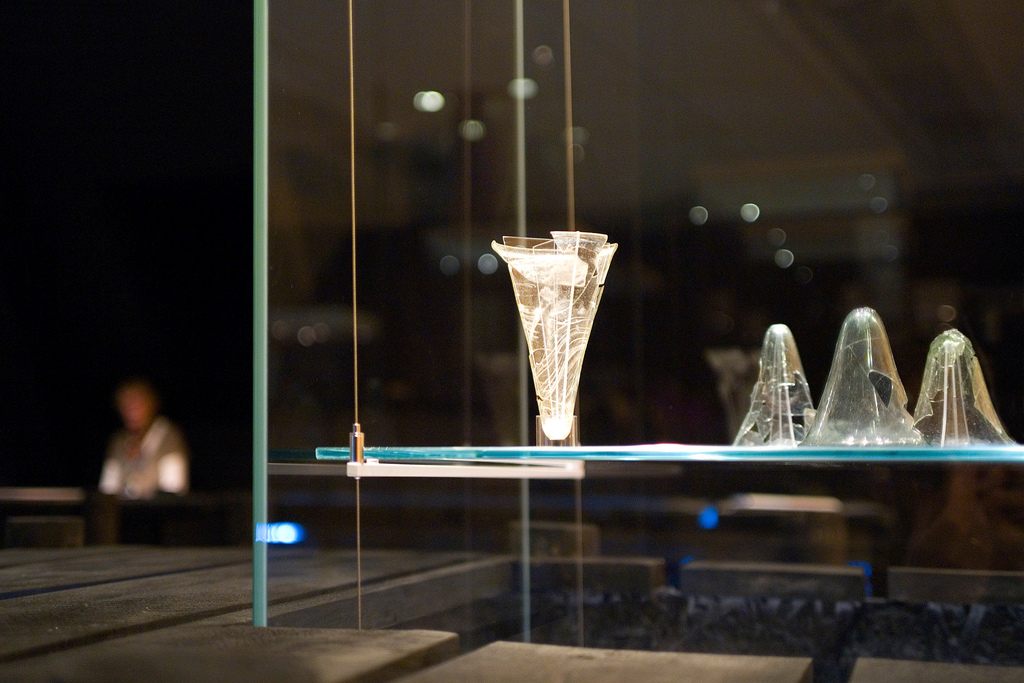
Spitse glazen drinkbekers van Dorestad. Na het leegdrinken werd de beker omgekeerd neergezet

De voornaamste reden dat Dorestad zich als een bloeiende handelsplaats (emporium) kon ontpoppen, lijkt de verkeersgeografische ligging. Dorestad bevond zich op het kruispunt van twee belangrijke handelsroutes over water. Via de ene route had de stad een verbinding via de Kromme Rijn, Utrechtse Vecht en het Almere-meer met de Friese gebieden en Wadden. Het verbond zodoende in breder opzicht het Duitse Rijnland via de Rijn met Scandinavië en het Oostzeegebied. Dorestad wordt hierom ook wel als voorhaven van het Rijnland gezien.   De tweede handelsroute liep langs de Lek naar de kust en vormde een verbinding tussen het Rijnland en Engeland. Ook kon men via deze verbinding de Schelde bereiken en daardoor ook Neustrië, het kerngebied van de Salische Franken in Vlaanderen, Brabant en het noorden van Frankrijk.
Uit de archeologische vondsten en de tolregisters is geprobeerd af te leiden wat voor soort handel er in Dorestad precies werd bedreven. Er lijken zowel goederen te zijn verhandeld voor het dagelijks gebruik alsook luxe en exotische goederen. Wat door archeologen terug werd gevonden was voornamelijk aarde- en glaswerk, zoals Keulse potten uit het Midden Rijn-gebied in Duitsland, en maalstenen uit de Eifel. Verder gaat het om wijn uit Hessen, grote hoeveelheden barnsteen uit de Baltische staten en uit Scandinavië afkomstige slijpstenen. In de tolregisters van Dorestad staat handel vermeld van pelzen, textiel, verfstoffen, zout, voedsel, honing en ook slaven en jachthonden.
Tevens moeten er ambachten zijn uitgeoefend en producten zijn vervaardigd: onder meer uit glas, hout, steen, leer en al dan niet edele metalen. Uit been en gewei werden kammen en uit brons sieraden en sleutels gemaakt. Van ruwe barnsteen werden voorwerpen vervaardigd als spinklosjes en kralen, waarbij de kralen ook wel van glas werden gemaakt. In de handelsplaats en directe omgeving vond een vrij omvangrijke agrarische productie plaats, met vele boeren die de handelsplaats en haar bewoners van voedsel voorzagen.
Dorestad was wijd en zijd bekend doordat het een eigen munt bezat. Rond 640 was muntmeester Madelinus hier werkzaam. Tot aan circa 690 werden er gouden munten geslagen, daarna veel zilveren sceatta's. Deze waren een tijdlang het voornaamste betaalmiddel in West- en Noord-Europa. In de Karolingische tijd werden er in Dorestad munten geslagen met een opschrift van Pepijn de Korte, Karel de Grote en Lodewijk de Vrome. Muntgeld waarvan wordt verondersteld dat het in Dorestad is geslagen, is tot in Rusland teruggevonden.
De hierboven genoemde oorkonde uit 777 vermeldt ook dat er in Dorestad oeverbelasting (ripaticum) werd geheven.

### Functie als vroegchristelijk centrum
Naar verluidt speelde Dorestad tevens een belangrijke rol in de kerstening van de regio, meer in het bijzonder de kerstening van de Friezen, en mogelijk op een nog wat grotere schaal. De – later heilig verklaarde – Angelsaksische missionaris Bonifatius (672/675-754), die in 716 vanuit Londen de overtocht maakte naar het Europese vasteland, bezocht volgens de overlevering de Markt van Dorestad alvorens verder te reizen naar koning Radboud in Utrecht. Bonifatius arriveerde op het "drierivierenpunt" waar tegenwoordig de haven van Wijk bij Duurstede is. Hij zou bij elkaar zeker zesmaal in Dorestad zijn geweest.
In sommige vroegmiddeleeuwse kerkelijke bronnen wordt vermeld dat Dorestad tientallen kerken had. De 11e-eeuwse monnik Odbert verhaalde dat er maar liefst 55 kerken in Dorestad door de Vikingen waren vernietigd, de hele handelsplaats zou daarbij zijn platgebrand. Ondanks de grootschalige opgravingen zijn er echter nooit sporen gevonden die daadwerkelijk wijzen op een dergelijke grote brand, noch op het massaal afslachten van vee en mensen, iets anders dat zou hebben hebben plaatsgevonden. Enkele kooplieden uit Zweden zouden zich in Dorestad hebben laten dopen.
Theutbertus wordt wel genoemd als bisschop van Dorestad. In oorkonden worden schenkingen van goederen aan de Utrechtse kerk vermeld.

### Veroveringen door de Franken
Pepijn van Herstal veroverde de stad omstreeks 690 op de Friese koning Radboud (zie de Slag bij Dorestad). In schriftelijke bronnen duikt de naam Dorestad voor het eerst op in 695, in de beschrijving van deze veldslag. In eerste instantie wist Radboud de stad weer even terug te krijgen. Rond 719 kwam Dorestad in de strijd tussen de Friezen en Franken echter definitief in Frankische handen, door toedoen van Karel Martel.

### Onderlinge twisten tussen de Frankische vorsten
Lotharius kwam in conflict met zijn eigen vader Lodewijk de Vrome, na diens herindeling van het Rijk in 829. Lotharius droeg Haraldr junior, Klakk-Haraldrs neef, op om de belangen van Lodewijk in Frisia te schaden: doorvoerroutes onveilig maken en Dorestad platbranden. De toevoer van goederen naar het kerngebied van de Frankische aristocratie zou daardoor stagneren. Lodewijk zou dan aan Lotharius' wensen moeten toegeven. Dorestad werd dan ook jaarlijks geplunderd, totdat vader en zoon zich te Worms in 839 weer verzoenden. Frisia werd tussen Lotharius en diens halfbroer Karel de Kale verdeeld, waarbij de Maas de nieuwe grens werd. Lotharius droeg Dorestad over aan Harald junior en zijn broer Hroerekr (Rorik). Met het Verdrag van Verdun in 843 eindigde de broedertwist. Het Rijk werd daarop opnieuw verdeeld, waarbij Lotharius, mede door zijn trouwe Denen, geheel Frisia ten noorden van de Schelde, deel van zijn Middenrijk mocht noemen. Na het overlijden van Lodewijk de Vrome in 840 ontbrandde een nieuwe machtsstrijd tussen zijn drie zonen.

### Aanvallen door Vikingen
Aanvankelijk onderhielden ook de Vikingen nog goede handelsbetrekkingen met Dorestad. In de 9e eeuw begonnen ze de stad en alle gebieden eromheen echter aan te vallen en te plunderen. Dit zou voor de eerste keer zijn gebeurd in 834, terwijl ze vanuit Utrecht kwamen. Drie jaar later kwamen de Vikingen vanuit Walcheren, waar ze ook hadden geplunderd. Ook andere delen van het koninkrijk Friesland werden door hen geplunderd. In 847 werd Dorestad weer geplunderd, samen met delen van de Betuwe. Omstreeks 850 droeg Lotharius I Dorestad over aan twee Vikingen, de Deense broers Rorik en Harald.  De laatste Vikingaanval op Dorestad was in 863. Dit wordt verhaald in de Annales Bertiniani.

### Verval vanaf eind 9e eeuw
Aan het einde van de 9e eeuw raakte Dorestad in verval. Het is niet duidelijk wat er precies aan deze neergang ten grondslag heeft gelegen. Aangenomen wordt dat een of meer van de volgende factoren een zekere rol speelden:
- Het verzanden en zich verplaatsen van de Rijn (864) maakte handel in Dorestad onpraktisch.[15] Tijdens hevig noodweer in 863 zou volgens dr. R. van Luttervelt door de bevolking een nooddam in de Rijn zijn opgeworpen om het wassende water via de zijtak de Lek af te voeren. De daardoor veroorzaakte verzanding van de riviermond in Katwijk, zou dit onomkeerbaar hebben gemaakt.
- De hierboven beschreven plunderingen door Vikingen.
- Verschuiving van de machtsverhoudingen door de rijksdelingen na de dood van Lodewijk de Vrome, opvolger van Karel de Grote,[15] waarna het Karolingische rijk uiteenviel. Dorestad kwam hierna eerst te liggen in het Middenrijk van Lotharius I. De handelsplaats kreeg daarmee een weinig gunstige positie tussen het West- en Oost-Frankische rijk. Door de toenemende invloed van West-Francië op Dorestad verloor de plaats bovendien de goede verbinding met het commercieel belangrijke achterland van Oost-Francië. De kooplieden weken nu uit naar gunstiger gelegen handelsplaatsen zoals Deventer en Tiel.[37]
- De verregaande feodale desintegratie van het Frankische Rijk aan het eind van de 9e eeuw had tot gevolg dat de koningen hun macht kwijtraakten. In plaats daarvan was het nu de beurt aan lokale machthebbers. Hierdoor verloren de koningen hun interesse in Dorestad en werden de havenwerken niet meer uitgebreid.[37]
- Het kerkelijk centrum was in deze tijd weggevallen, waardoor de vorst en elite minder geïnteresseerd waren in Dorestad.[5] Wel had de Utrechtse kerk bezittingen in Dorestad gekregen van de Frankische koningen in een poging om meer grip te krijgen op de lokale elite, maar dit had tot onpraktische verbrokkeling geleid van de bezitsverhoudingen.[37]

Misschien droegen al deze factoren in combinatie bij tot het verval van Dorestad, waarvan uiteindelijk alleen nog een agrarische nederzetting overbleef. Met Walcheren moet in deze tijd iets soortgelijks zijn gebeurd (de rol van Walcheren als belangrijke plaats in Zeeland werd overgenomen door Middelburg).. 
Na het verval van Dorestad verschoof een deel van de handelsactiviteiten aanvankelijk naar Tiel, Deventer en Stavoren. In een latere fase werd Utrecht (sinds 1122 officieel zelf een stad) een religieus, handels- en bestuurlijk centrum. Dorestad en het gebied eromheen vielen in de tijd daarna onder het gouw Opgooi.

## Opgravingen vanaf de 19e eeuw

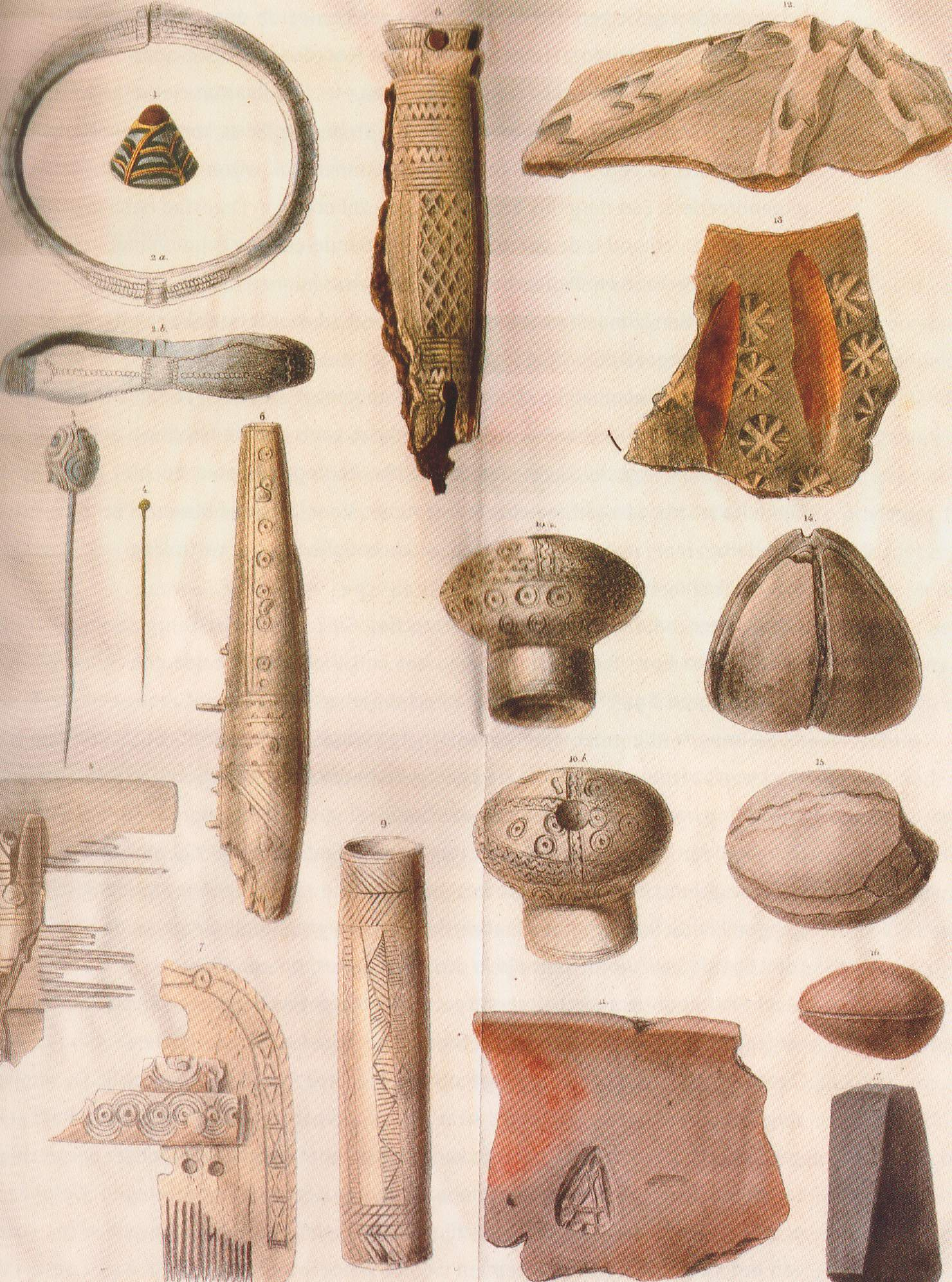
Vondsten door L.J.F. Janssen bij de eerste archeologische opgraving in 1842 te Wijk bij Duurstede

### 19e eeuw
In verband met vrees voor de veepest was in 1839 het gebruik van botten van pas overleden dieren op last van koning Willem I stilgelegd. Deze botten werden vaak vermalen tot beendermeel om de grond te kunnen bemesten. Direct ten noorden van Wijk bij Duurstede bevonden zich echter nog wel zeer grote hoeveelheden oude dierenbotten in de grond, die buiten het verbod vielen. Door middel van zogeheten beendergraverijen werd een vermeld aantal van minstens een half miljoen kilo botten opgegraven. Maar ook werden er daarbij grote hoeveelheden ander materiaal aangetroffen zoals scherven, munten en sieraden. 
Dit was de aanleiding dat men in de winter van 1841-1842 overging tot de eerste grootschalige archeologische opgraving in het gebied. Dit gebeurde onder leiding van L.J.F. Janssen, destijds conservator van het Rijksmuseum van Oudheden in Leiden. Er werd ca. 500.000 kilo botten opgegraven. 
In de winter van 1844 stuitte men bij De Heul ook op een grafveld met menselijke botten. Vermoedelijk is er bij deze eerste opgravingen ook veel archeologisch materiaal verloren gegaan. Aan de hand van al deze vondsten werd voor het eerst een (nog voorzichtig) wetenschappelijk verband gelegd met Dorestad, vooral door Janssen. Gedurende de rest van de 19e eeuw nam de belangstelling voor Dorestad weer af. 
In 1880 bezocht de Zweedse archeoloog Hjalmar Stolpe, die interesse voor Dorestad had gekregen, Wijk bij Duurstede; naar Stolpes idee werd er door de Nederlanders onzorgvuldig en respectloos met de archeologische locatie omgesprongen.

### 20e eeuw
Vanaf de jaren 20 van de 20e eeuw werd de archeologische zoektocht naar Dorestad hervat. In eerste instantie hield vooral Jan Hendrik Holwerda (die enkele jaren daarvoor bij Nijmegen het Oppidum Batavorum meende te hebben gevonden) zich hiermee bezig. Holwerda groef met name bij de Hoogstraat in Wijk bij Duurstede.
Na de Tweede Wereldoorlog hervatte de Rijksdienst voor het Oudheidkundig Bodemonderzoek het zoekwerk nogmaals. Vanaf 1967 werd er onder leiding van Wim van Es veel uitvoeriger in de bodem gezocht, met behulp van draglines en hydraulische kranen.
Het afgegraven gebied bedroeg uiteindelijk ca. 70 hectare, waarmee dit een van de grootste archeologisch afgravingen ter wereld is geworden. Vooral aan de linkeroever van de Kromme Rijn werden over een afstand van enkele honderden meters sporen ontdekt die men toeschreef aan intensieve bewoning en nijverheid.
Anna Roes maakte in 1965 een overzicht van 244 gevonden voorwerpen, maar verzuimde daarbij de voorwerpen uit de echte tijd van Dorestad goed te scheiden van vondsten uit latere periodes.

### Belangrijke vondsten

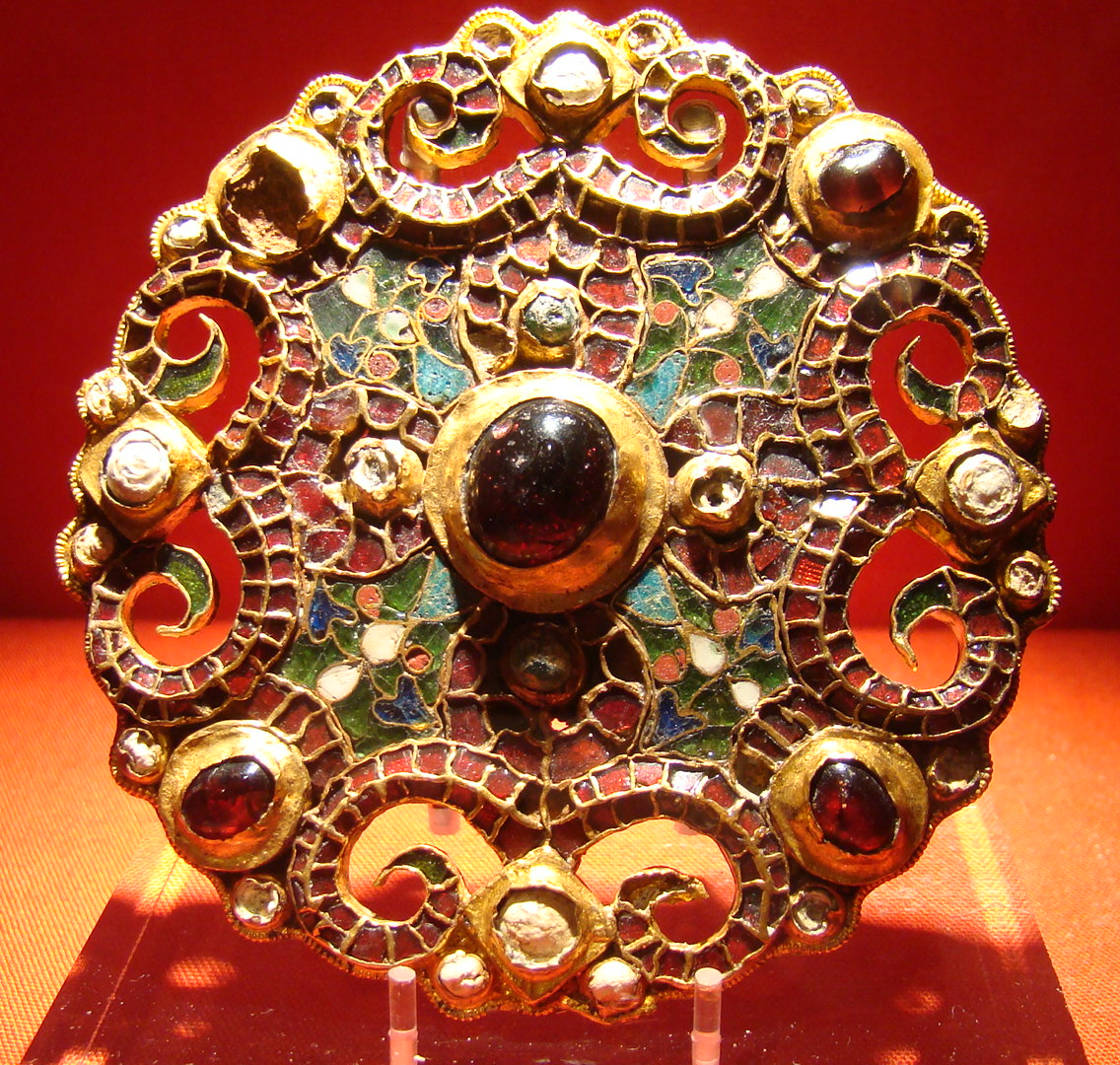
Fibula van Dorestad uit circa 775-800 gevonden in een put, thans in het Rijksmuseum van Oudheden te Leiden

Door middel van archeologische opgravingen werd er tot 1994 circa 55 hectare in Wijk bij Duurstede blootgelegd. Met name tussen 1967 en 1977 heeft de toenmalige ROB naar aanleiding van bouwplannen het grootste archeologische onderzoek in Nederland gedaan, met opgravingen over een oppervlakte van 30 hectare. Mede uit deze onderzoeken onderscheidt men vandaag de dag drie specifieke delen in de agglomeratie van het voormalige Dorestad;
- Benedenstad: het noordelijk deel, heden gelegen in de stadsbebouwing van Wijk bij Duurstede
- Bovenstad: het zuidelijk deel, heden gelegen bij het dorp Rijswijk. Hierin valt ook het castellum
- Middendeel: het gebied tussen de Beneden- en Bovenstad

Het noordelijk deel bleek bij de opgravingen uit drie zones te bestaan: de haven, een daarop aansluitende zone met dichte bebouwing van vermoedelijk handelslieden en in het achterland een zone van verspreide bebouwing met boerderijen. De haven van Dorestad bestond aan de waterkant uit houten steigerconstructies op palen in de rivier de Rijn. De Rijn verlegde echter langzaam zijn loop in oostelijke richting en de steigers moesten telkens worden verlengd, waardoor een uitgebreid complex van platformconstructies ontstond. Van deze constructies schat men het aantal verticale palen op wellicht 150.000 tot 200.000 stuks. Resten van het zuidelijk deel van Dorestad zijn in de loop der eeuwen door de veranderende rivierloop grotendeels weggespoeld, bij baggerwerkzaamheden worden nog wel restanten aangetroffen. Andere restanten zijn ook als hergebruikt bouwmateriaal terug te vinden.

#### De "Fibula"
Een van de beroemdste archeologische vondsten van Nederland is de Fibula van Dorestad, die in 1969 werd gevonden in een waterput in het archeologisch onderzochte gebied. Hoe het kostbare sieraad daar terechtkwam, is een groot raadsel. Een mogelijkheid is dat men het wilde verbergen voor de aanvallende Vikingen.

#### Dierlijk afval
Via de aangetroffen restanten van dieren zoals keukenafval in de vorm van de bij meerdere opgravingen aangetroffen botten, is gepoogd te achterhalen welke dieren er in Dorestad op het menu stonden. Geschreven bronnen uit de vroege middeleeuwen geven daarbij aanvullende informatie. Bijna de helft (47%) van het gewicht aan teruggevonden botten bleek afkomstig van runderen. Samen met varkens (31%) en schapen (10%) vormden zij de voornaamste bron van vlees. Kip en andere gevogelte, geit, wilde zoogdieren en dergelijke komen in percentages voor van ten hoogste enkele procenten. Eenzelfde uitkomst is te zien onder de zoet- en zoutwatervissen zoals snoek, paling en haring en weekdieren zoals mosselen.

### Kerken?
Duidelijke concrete aanwijzingen – in de vorm van archeologische vondsten – dat Dorestad inderdaad een belangrijke functie had als vroegchristelijke plaats (zie #Functie als vroegchristelijk centrum) ontbreken tot op heden vooralsnog. Bij opgravingen in het grafveld op De Heul stuitte men op resten van een gebouwtje dat mogelijk een houten kerkje was, al is over dat laatste ook niet iedereen het eens. Aanvankelijk werd deze plek door Holwerda voor een Karolingische curtis gehouden.
De overgeleverde oorkonde uit 777 vermeldt in dit verband een Bovenkerk (Upkirika) die in de Bovenstad stond. In de gehele agglomeratie zouden zich vrijwel zeker nog andere kerkelijke gebouwen moeten hebben bevonden.

## Trivia
- Alcuinus van York schreef omstreeks 782, nadat hij was teruggekeerd van een reis naar Rome, bij wijze van groet/"ansichtkaart" een gedicht aan zijn reizende vrienden, dat hij verstuurde over de Rijn. Hij noemt hier Utrecht als een plaats met weiden waar hij een bord pap met boter en honing kon krijgen. Dorestad kon echter volgens Alcuinus beter links gelaten worden; ene norse Hrotberct, een gierige koopman, gaf daar waarschijnlijk geen onderdak.[52] Het gedicht, onderdeel van de "Alcuini Carmina", is in 1881 door het Duitse onderzoeksinstituut MHG opgenomen in deel 1 van de Poetae Latini Aevi carolini.[53]
- De voorstelling over het platbranden van Dorestad is lange tijd in stand gebleven. Onder meer J.H. Isings beeldde het in 1927 uit in een schoolplaat.
- Vanwege de (waarschijnlijk grotendeels of helemaal mythische) verwoesting door de Vikingen heeft de stad als bijnaam "het Nederlandse Troje".[54][42]